# بولسينا
بولسينا، (بالإنجليزية: Bolsena)‏، هي (بلدية) في إيطاليا، في مقاطعة فيتيربو، في شمال لاتسيو، على الشاطئ الشرقي لبحيرة بولسينا. تقع على بعد 10 كم (6 ميل) شمال غرب مونتيفياسكوني و 36 كم (22 ميل) شمال غرب فيتيربو. يتبع طريق فيا كاسيا القديم، والطريق السريع SR143، وعبر شاطئ البحيرة لبعض المسافة، ويمر عبر بولسينا.

## السكان
في سنة 1871 بلغ عدد السكان 2٬714 نسمة، وتطور العدد ليصل في سنة 2011 لـ 4٬137 نسمة.
يظهر هذا المخطط البياني تطور النمو السكاني لـ بولسينا